# Сок-Сентер (город, Миннесота)
Сок-Сентер (англ. Sauk Centre) — город в округе Стернс, штат Миннесота, США. На площади 10,3 км² (9,6 км² — суша, 0,7 км² — вода), согласно переписи 2002 года, проживают 3930 человек. Плотность населения составляет 408,2 чел./км².
Через город проходит межштатная автомагистраль I-94.
- Телефонный код города — 320
- Почтовый индекс — 56378
- FIPS-код города — 27-58648[1]
- GNIS-идентификатор — 0651233[2]